# Vasco Palazzeschi
Vasco Palazzeschi (Firenze, 24 novembre 1912 – 29 dicembre 1987) è stato un politico, sindacalista e antifascista italiano.

## Biografia
Di origine operaia Palazzeschi entra nel PCd’I nel 1935 e nel 1942 viene arrestato e condannato dal Tribunale Speciale per attività antifascista. Uscito dal carcere dopo il 25 luglio 1943, partecipa al movimento partigiano nella zona di Firenze, nella 22ª Brigata Garibaldi "Lanciotto", compagnia "Fabbroni" (di cui era commissario politico)  con il nome di battaglia "Mara". Dopo la Liberazione è impegnato nella ricostituzione del Partito comunista italiano e della Camera del Lavoro di Firenze-CGIL di cui diventerà segretario generale dal 1960 al 1965. Il 14 gennaio 1966 diventa deputato della Repubblica italiana nel corso IV Legislatura per il PCI, in sostituzione del dimissionario Giorgio Vestri e sempre per il PCI viene eletto senatore il 19 maggio 1968, restando in carica fino al 1972.

## Memoria
A Vasco Palazzeschi è stata intitolata una strada nel Comune di Pontassieve e una sala nella sede dell'attuale Camera del Lavoro di Firenze in Palazzo Peruzzi Bouron del Montei.